# Na Policy
Na Policy (PLH120012) – specjalny obszar ochrony siedlisk, aktualnie obszar mający znaczenie dla Wspólnoty, położony w Beskidzie Żywieckim, na północnych stokach Policy, na terenie gmin Zawoja i Bystra-Sidzina w powiecie suskim.
Został zatwierdzony jako obszar mający znaczenie dla Wspólnoty w roku 2008 na powierzchni 77,3 ha. Po dwukrotnym powiększeniu w 2009 i 2012 roku zajmuje obecnie powierzchnię 765,75 ha.
Na terenie obszaru znajdują się dwa rezerwaty przyrody: „Na Policy” oraz „Rezerwat na Policy im. prof. Zenona Klemensiewicza”.

## Typy siedlisk przyrodniczych
Występują tu następujące typy siedlisk z załącznika I dyrektywy siedliskowej:
- zarośla kosodrzewiny (Pinetum mugo)
- górski bór świerkowy (Plagiothecio-Piceetum)
- kwaśna buczyna górska (Luzulo luzuloidis-Fagetum)
- żyzna buczyna karpacka (Dentario glandulosae-Fagetum)
- ziołorośla górskie ze związku Adenostylion alliariae

## Fauna i flora
Występują tu następujące gatunki z załącznika II:
- wilk (Canis lupus)
- niedźwiedź brunatny (Ursus arctos)
- ryś (Lynx lynx)
- kumak górski (Bombina variegata)
- traszka karpacka (Lissotriton montandoni)
- biegacz gruzełkowaty (Carabus variolosus)
- sichrawa karpacka (Pseudogaurotina excellens)
- tojad morawski (Aconitum moravicum)

Dodatkowo, występują tu gatunki roślin objęte ochroną gatunkową w Polsce, m.in.:
- parzydło leśne (Aruncus dioicus)
- zarzyczka górska (Cortusa matthioli)
- wawrzynek wilczełyko (Daphne mezereum)
- goryczka trojeściowa (Gentiana asclepiadea)
- wroniec widlasty (Huperzia selago)
- widłak jałowcowaty (Lycopodium annotinum)
- limba (Pinus cembra)
- pierwiosnek wyniosły (Primula elatior)
- liczydło górskie (Streptopus amplexifolius)